# Афанасій (Герман)
Архієпископ Афанасій (в миру Олександр Олександрович Герман, нар. 22 січня 1982, Дніпродзержинськ) — архієрей Української православної церкви, єпископ Камінь-Каширський, вікарій Волинської єпархії (з 2020 року).